# Adrar (toponimo)
Adrar è una parola berbera che significa "monte". 
Nella toponomastica nordafricana è stata spesso "tradotta" nel termine arabo corrispondente Gebel (Djebel, Jabal, etc.), nell'ambito del processo di arabizzazione del territorio da parte delle autorità politiche (sia coloniali, sia dei paesi indipendenti).
Per esempio, quello che è noto come Gebel Nefusa (in Libia) è in realtà, nella lingua locale, l'Adrar n Infusen. Lo stesso massiccio dell'Atlante è in berbero Adrar n Dern ("il Monte dei Monti").
Nonostante questa tendenza alla sostituzione con termini arabi, la parola Adrar è ancora piuttosto diffusa in toponomastica. Si segnalano in particolare: Adrar in Algeria, Adrar degli Ifoghas nel Mali, Adrar di Mauritania in Mauritania.